# Kaliumantimontartrat
Kaliumantimontartrat, även kallat Kräkvinsten eller Kräkvinsten (C8H10K2O15Sb2), är ett vitt tungt kristallpulver, utan lukt, lösligt i vatten och nästan olösligt i alkohol.
Kaliumantimontartrat åstadkommer i mindre doser ökad salivavsöndring och sekretion från bronkialslemhinnan, i lite större doser kräkningar. Kaliumantimontartrat användes tidigare inom veterinärpraktiken. Utspädd i form av kräksaltvin, kräkvin eller antimonvin har det använts som kräkmedel även för vuxna.